# Jean-Pierre Goisbault
Jean-Pierre Goisbault, né le 22 janvier 1943, est un ancien joueur et dirigeant de basket-ball français.

## Biographie
Jean-Pierre Goisbault est contraint de mettre un terme prématuré à sa carrière en 1972 à cause d'une blessure à un genou. Il demeure au Mans, en tant que dirigeant, devenant président entre 2003 et 2008. Il devient ensuite président de l'Union nationale des clubs professionnels de basket de 2008 à 2014.

## Carrière
- 1962-1972 :   Le Mans  (Nationale 1)

## Palmarès

### Club
- Coupe de France en 1964

### Équipe nationale
- Championnat d'Europe
  - 4e du Championnat d'Europe 1961
  - 13e du Championnat d'Europe 1963

## Sources
1. ↑  « Sarthe. Rencontre avec Jean-Pierre Goisbault une figure emblématique du MSB », sur actu.fr, 19 mars 2022 (consulté le 12 mai 2024)